# Agramón
Agramón es una pedanía española perteneciente al municipio de Hellín, en la provincia de Albacete, dentro de la comunidad autónoma de Castilla-La Mancha. Está ubicada a 410 m s. n. m. y enclavada en un valle al sur de su provincia, casi en el límite con la Región de Murcia. Tiene una extensión de 42 km cuadrados. Su punto más elevado se encuentra en la Sierra de los Donceles a 814 metros de altitud. 
Se encuentra rodeada por la Sierra de las Cabras (pitón volcánico único en Europa), la Sierra de los Donceles, Cabeza Llana, Las Lomas y Cerro de Pedro Pastor. Es un paisaje con bastante cantidad de agua: el río Mundo, el embalse de Camarillas, el arroyo (o rambla de Tobarra), la balsa del Azaraque (lago de aguas termales); así como azudes de agua que se vienen explotando desde la época romana.
Cuenta con un microclima propio, clima de estepa local. Hay pocas precipitaciones durante todo el año. Este clima es considerado BSk según la clasificación climática de Köppen-Geiger. La temperatura media anual es aproximadamente  de 15.2 °C. Las precipitaciones son escasas escasas e irregulares, en torno a los 350 mm.
Posee tierras de regadío: frutales, arrozales, almendros y sobre todo mucho olivo, ya que está enclavada en fértil valle.

## Historia
Existen yacimientos y ruinas que dan fe de asentamientos de todo tipo desde el Paleolítico hasta nuestros días. Tuvo Ayuntamiento hasta el año 1842.

## Atracciones
A destacar sus tradicionales tamboradas en Jueves Santo y Sábado de Gloria.
También sus fiestas patronales en agosto en honor a San Joaquín.
Otras fiestas locales conocidas son el día de la Cruz (3 de mayo) en el cual todo el pueblo sale a pasar el día al campo y, la romería de San Isidro (a mediados de mayo) en la que se adorna al santo con frutas y hortalizas de la tierra y se procesiona con él hasta el parque, donde tiene lugar una fiesta en la que son conocidas las migas de “La Felicia”.  
En estos últimos años se está celebrando, en las fecha próximas a la Navidad, un Concierto de Navidad, el cual está adquiriendo una gran notoriedad.

## Rutas
Agramón está situado en la ruta más corta entre los lugares santos de Caravaca de la Cruz y Santo Toribio de Liébana.

## Hijos célebres
- Manuel Díaz Cano (Agramón, 17 de junio de 1926 - 19 de abril de 2007), guitarrista.